# یواس‌اس وابش (ای‌اوجی-۴)
یواس‌اس وابش (ای‌اوجی-۴) (به انگلیسی: USS Wabash (AOG-4)) یک کشتی است که طول آن ۳۱۰ فوت ۹ اینچ (۹۴٫۷۲ متر) می‌باشد. این کشتی در سال ۱۹۴۲ ساخته شد.